# Resomatisierung
Resomatisierung und Desomatisierung sind gegensätzliche Begriffe, die in der Psychosomatik und Entwicklungspsychologie Verwendung finden. Das Konzept wurde 1955 von Max Schur aufgestellt.
Die Entwicklungs- und Reifungsvorgänge des gesunden Kindes werden als fortlaufender Prozess der Desomatisierung beschrieben, d. h. einer fortlaufenden Entflechtung von körpernahen Reaktionsweisen – etwa Zönästhesien – zu einem eher bewussten, seelisch einfühlbaren und sprachlich verständlich mitgeteilten Verhalten. Neugeborene reagieren bevorzugt körperlich unkoordiniert, unbewusst und primärprozesshaft. Durch Reifung des Ichs im Laufe der Zeit wird eine psychisch bewusste sekundärprozesshafte Verarbeitung erlernt.
Unter bestimmten Bedingungen kann der Prozess der Desomatisierung umkehrbar sein. Zum Beispiel kann es durch besonderen seelischen Druck oder Angst zu einer Resomatisierung kommen. Dies äußert sich in somatischen (körperlichen) Beschwerden. Es handelt sich also bei der Resomatisierung um ein regressives Phänomen. Das Modell wurde in Kombination mit dem Konzept der Aktualneurosen Freuds zur Unterscheidung vom Konversionsmodell und zur Erklärung der Entstehung körperlicher Beschwerden mit symbolischem (in sozialer Hinsicht bedeutsamen) Ausdrucksgehalt benutzt. Im Gegensatz zum Abwehrmechanismus der Konversion kommt es vielmehr zu einer direkten Umwandlung in körperliche Symptome ähnlich der Entwicklung von Symptomen bei der Angstneurose. Bei der Resomatisierung kommt es vorwiegend nicht zu einer psychischen Verarbeitung mit intuitiv verständlichen Ausdrucksgehalt.